# Sebastián Raval
Sebastián Raval (Cartagena, 1550 circa – Palermo, 1604) è stato un compositore spagnolo.

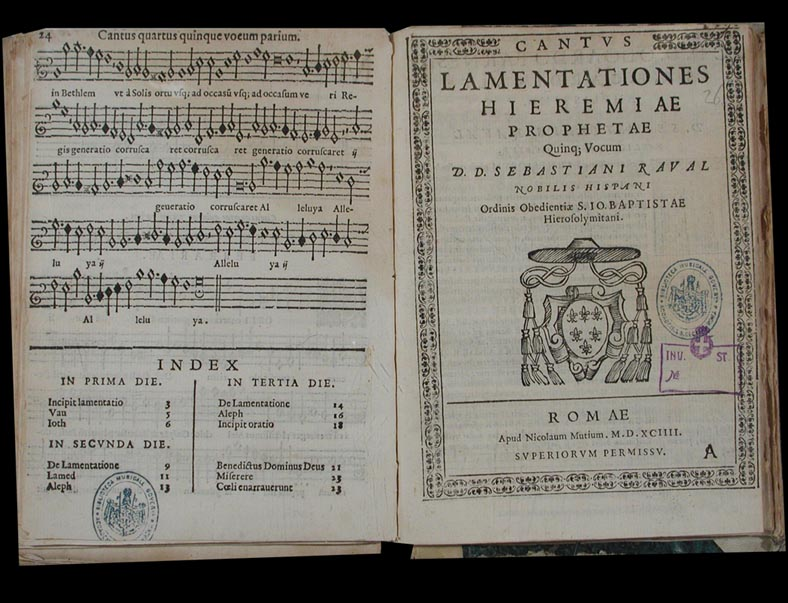
Libro delle "Lamentazioni del Profeta Geremia a 5 voci" pubblicato a Roma nel 1594

Nato a Cartagena intorno al 1550, fu a servizio dell'armata spagnola nelle Fiandre e in Sicilia. Dopo essere stato ferito in battaglia a Maastricht, prese i voti nell'Ordine di San Giovanni di Gerusalemme.
Si trasferì in Italia, dove fu musicista presso la corte di Francesco Maria II della Rovere ad Urbino, del viceré di Sicilia Bernardino Cardenas e dei cardinali Perreti e Colonna a Roma.
A Roma si autoproclamò "il migliore musicista del mondo" e proprio a causa di questa dichiarazione fu sfidato musicalmente da Giovanni Maria Nanino e, poco dopo, da Francesco Soriano. Il tribunale, formato da esperti musicisti, dichiarò vincitori, in entrambi i casi, i contendenti di Sebastián Raval.
Il 28 aprile 1595 divenne maestro della cappella vicereale spagnola a Palermo.
In Sicilia sfidò Achille Falcone in un duello musicale nel quale, in prima istanza, fu nuovamente sconfitto. In seguito, dopo essersi appellato alla decisione del tribunale fu dichiarato vincitore. Dopo la morte di Achille Falcone nel 1600, il padre di quest'ultimo, Antonio Falcone, con il proposito di rendere il giusto onore al figlio, pubblicò tutti i dettagli del processo musicale nella sua "Relazione del Successo", includendo nella pubblicazione tutte le partiture che erano state oggetto di giudizio, tra cui opere di polifonia sacra, canoni e mottetti, così come madrigali e ricercari.
Sebastián Raval morì a Palermo nel 1604.

## Opere
Raval è autore di polifonia religiosa, madrigali e ricercari strumentali. L'opera di Raval non è stata ancora oggetto di uno studio approfondito. La maggior parte della sua produzione attende una meritata investigazione musicologica.

### Opere religiose
- Motectorum liber primus. 5 vv (Roma 1593).
- Lamentationes Hieremiae Prophetae. 5 vv (Roma 1594).
- Motecta Selecta organo Accomodata. 3-8 vv. org. (Palermo 1600).

### Opere profane
- Il Primo Libro de Madrigali. 5vv (Venezia 1593).
- Il Primo Libro di Canzonette. 4 VV (Venezia 1593).
- Madrigali 3, 5, 8 vv (Roma 1595).
- Il Primo Libro di Ricercari (Palermo 1596).
- 2 Madrigali in "Infidi Lumi" (Palermo 1603 - perduto).

## Edizioni
- "Achille Falcone-Madrigali, Mottetti e Ricercari" (Includes pieces of Raval). Leo S. Olschki Editore. (Firenze, 2000)
- "Sebastián Raval. 6 Canones (IL Primo Libro di Ricercari. Palermo 1596)" Sociedad Española de Musicología, Madrid 1985.
- "Sebastián Raval. Il Primo Libro di Ricercari a Quatro Voci Cantabili, per liuti, cimbali et viole d'arco. Palermo, 1596." Edited by Andrés Cea Galán. Patrimonio Musical Español, Fundación Caja Madrid (Madrid, 2008).
- "Three ensemble ricercars in four parts from Il primo libro de canzonette, 1593" edited by Milton Swenson.Ottawa: Dovehouse Editions, 1981.